# Folkungabrunnen

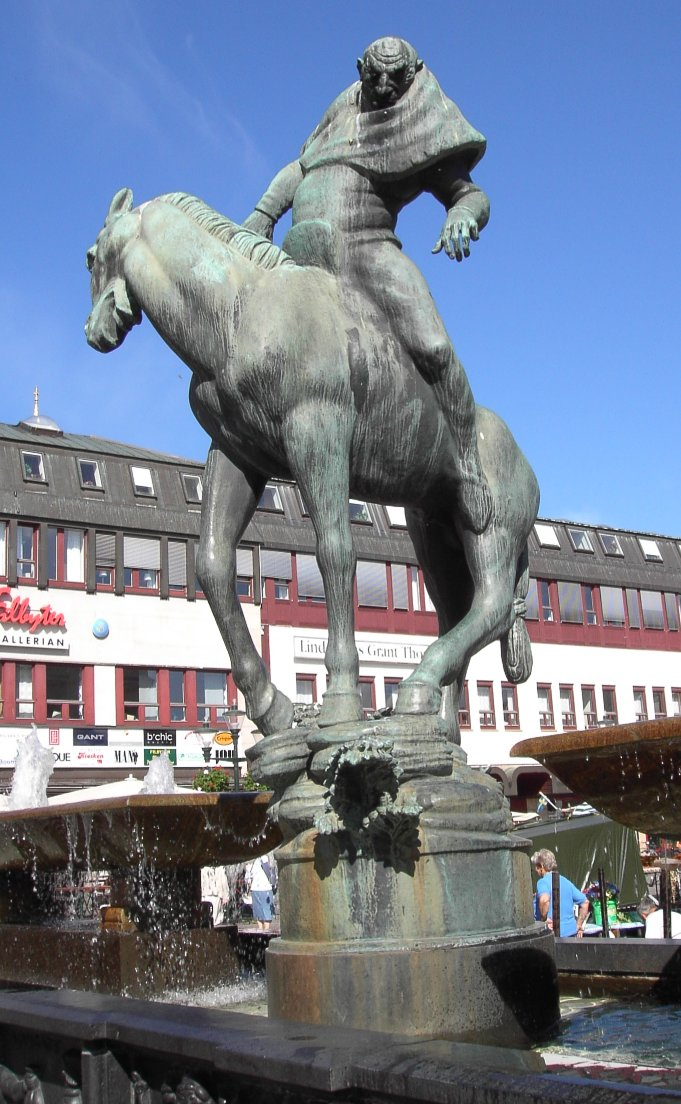
Folke Filbyter i Folkungabrunnen.

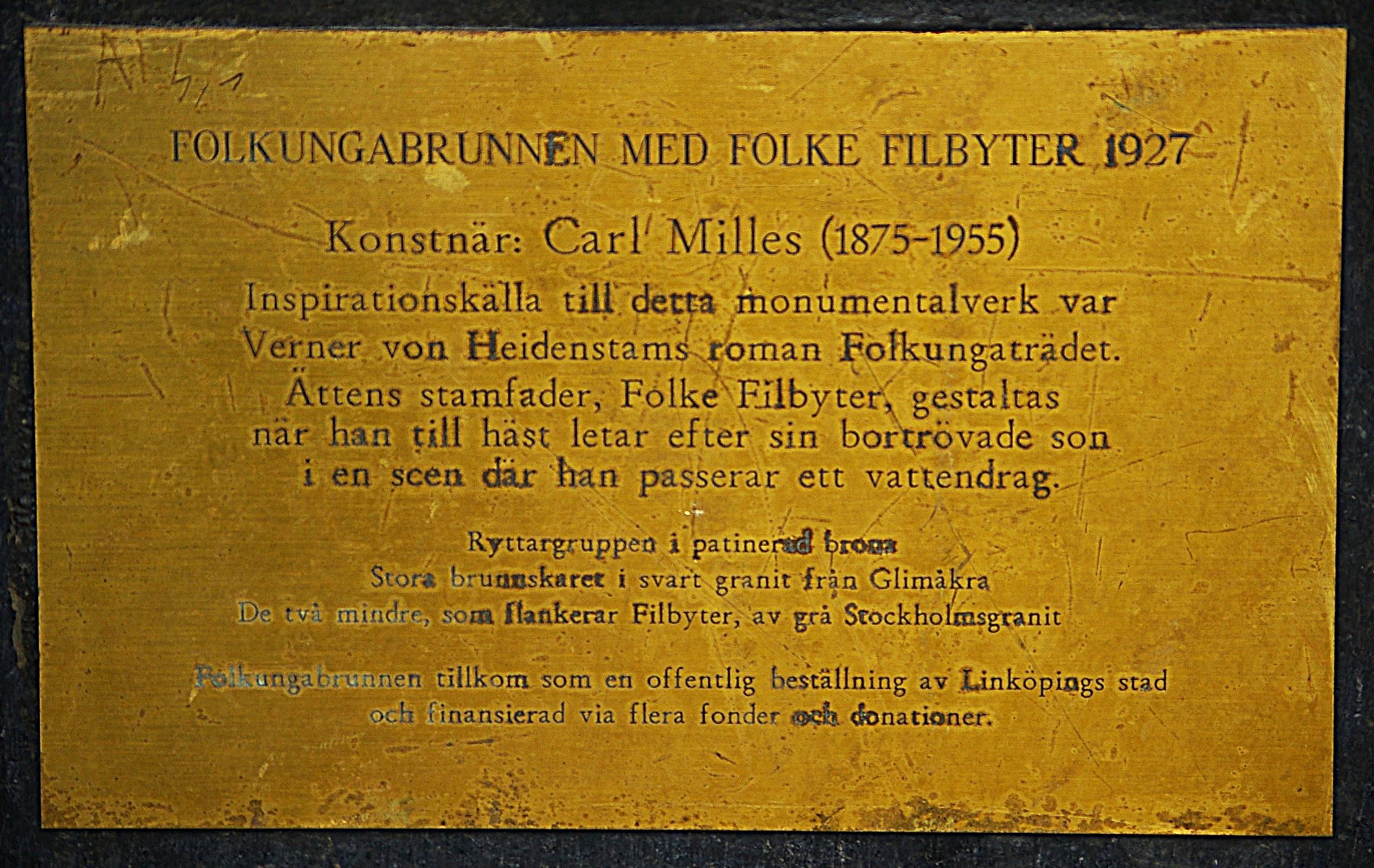
Skylt på Folkungabrunnen, med texten:
FOLKUNGABRUNNEN MED FOLKE FILBYTER 1927
Konstnär: Carl Milles (1875-1955)
Inspirationskälla till detta monumentalverk var Verner von Heidenstams roman Folkungaträdet. Ättens stamfader, Folke Filbyter, gestaltas när han till häst letar efter sin bortrövade son i en scen där han passerar ett vattendrag.
Ryttargruppen i patinerad brons. Stora brunnskaret i diabas från Glimåkra. De två mindre, som flankerar Filbyter, av grå stockholmsgranit.
Folkungabrunnen tillkom som en offentlig beställning av Linköpings stad och finansierad via flera fonder och donationer.

Folkungabrunnen är en skulptur på Stora torget i Linköping skapad av Carl Milles mellan åren 1924 och 1927.

## Beskrivning
Folkungabrunnen är en fontän bestående av den långsmala fontänbassängen av diabas. Centralfigur i brunnen är Folke Filbyter som enligt sägnerna var stamfader till Folkungaätten, vilken idag av historiker oftare kallas Bjälboätten. Linköping påstås vara folkungarnas ursprungsort och en staty över Folke Filbyter i staden ansågs därför naturlig vid verkets tillkomst.
Filbyter själv sitter till häst på en rund sockel och är av grönärgad brons. Vattnet rinner från två stora, rektangulära kar ner i bassängen och bassängkanten är smyckad med reliefer hämtade ur Östergötlands och Folkungarnas historia så som diktaren - och nära vännen till Milles - Verner von Heidenstam, berättar den i romansviten Folkungaträdet, som utgörs av Folke Filbyter och Bjälboarvet. På brunnen avbildas exempelvis Birgittastenen vid Olshammarsgården, Heidenstams barndomshem.

## Historik
Efter en tävling där Milles själv lämnade in det vinnande förslaget "Saga och forntid" fick han i uppdrag att gestalta Folkungabrunnen. "Detta arbete roade mig oändligt", tyckte han själv. Monumentet fick en kraftfull kurva, där hästens och ryttarens rörelse går åt olika håll. Monumentet byggdes upp i sträng kyla under ett tält och invigningsdagen hade det varit tjugo grader kallt på natten. Skulpturgruppen avtäcktes den 12 december 1927 klockan 17. Skolungdom och militär stod uppställda i dubbla led längs Stora torgets långsidor. Landshövding greve Eric Trolle höll tal efter att man spelat en marsch särskild komponerad för invigningen.
Invigningen av Folkungabrunnen var en riksnyhet, och skapelsen uppmärksammades även internationellt.
Heidenstam var mycket tacksam mot Milles, och vid middagen sa han ”Ett tack för det storvulna i ditt sinne, för din djärva vingflykt. Jag spår, att din folkungabrunn en gång kommer att räknas till de verk, som fordom kallades riksens klenoder."
Folkungabrunnen bekostades av Leonard och Ida Westmans "Fond för Linköpings prydande med konstverk", grundad 1911 av deras son Henric Westman, som var en av stadens stora konstdonatorer. Carl Milles fick 100 000 kronor för uppdraget.

## På andra platser
En replik av centralfiguren och brunnskarets reliefer finns på Millesgården på Lidingö och Filbyter-statyn finns även på Cranbrook Educational Community i Bloomfield Hills i Michigan och på Göteborgs konstmuseum. Därutöver gav Milles en gipskopia av Folke Filbyter i skala 1:1 i gåva till Verner von Heidenstam och denna återfinns i författarens hem Övralid. Folkungabrunnen producerades även till Sveriges deltagande i världsutställningen i New York 1939.

## Galleri

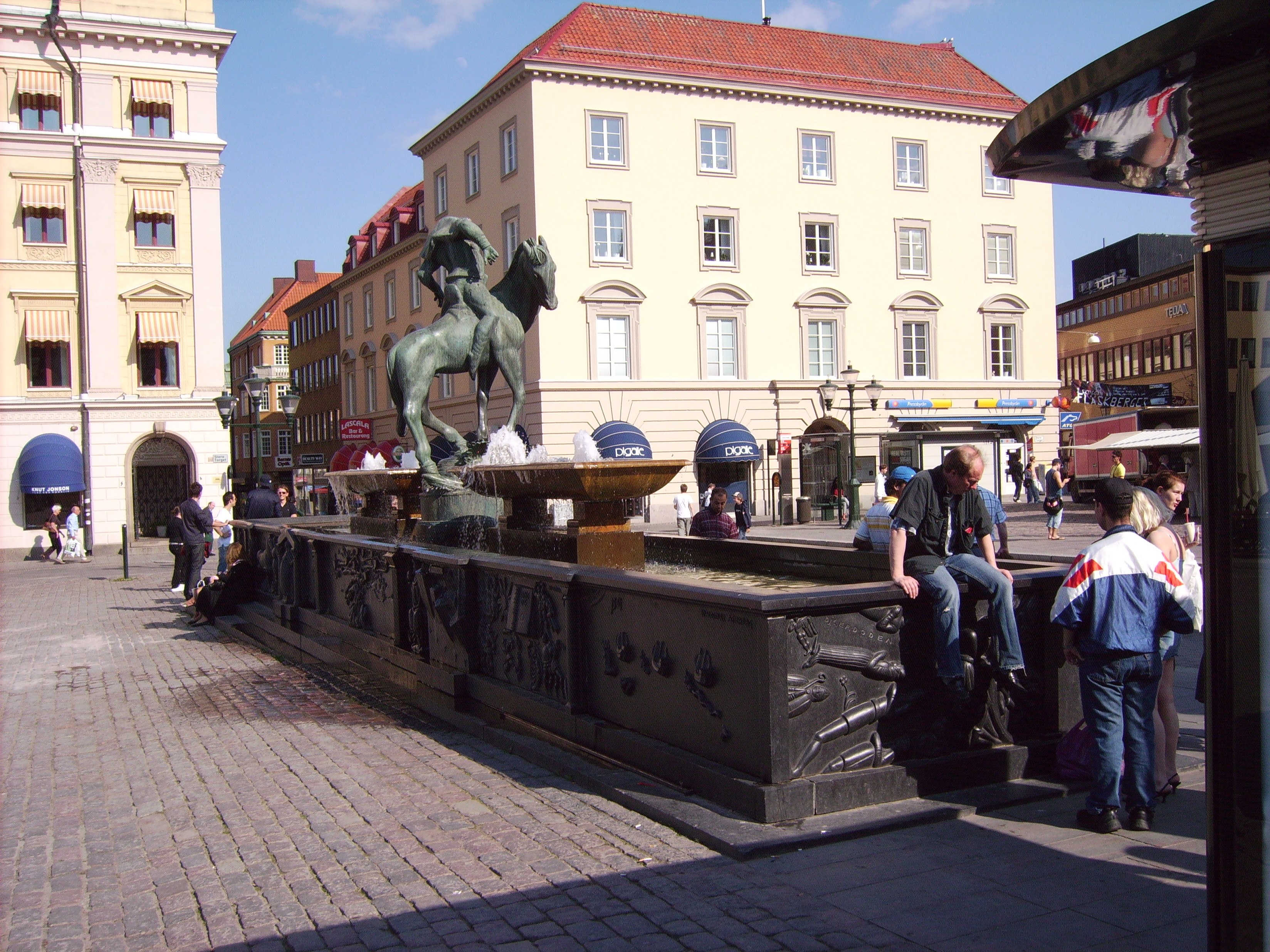
Brunnen från nordväst.
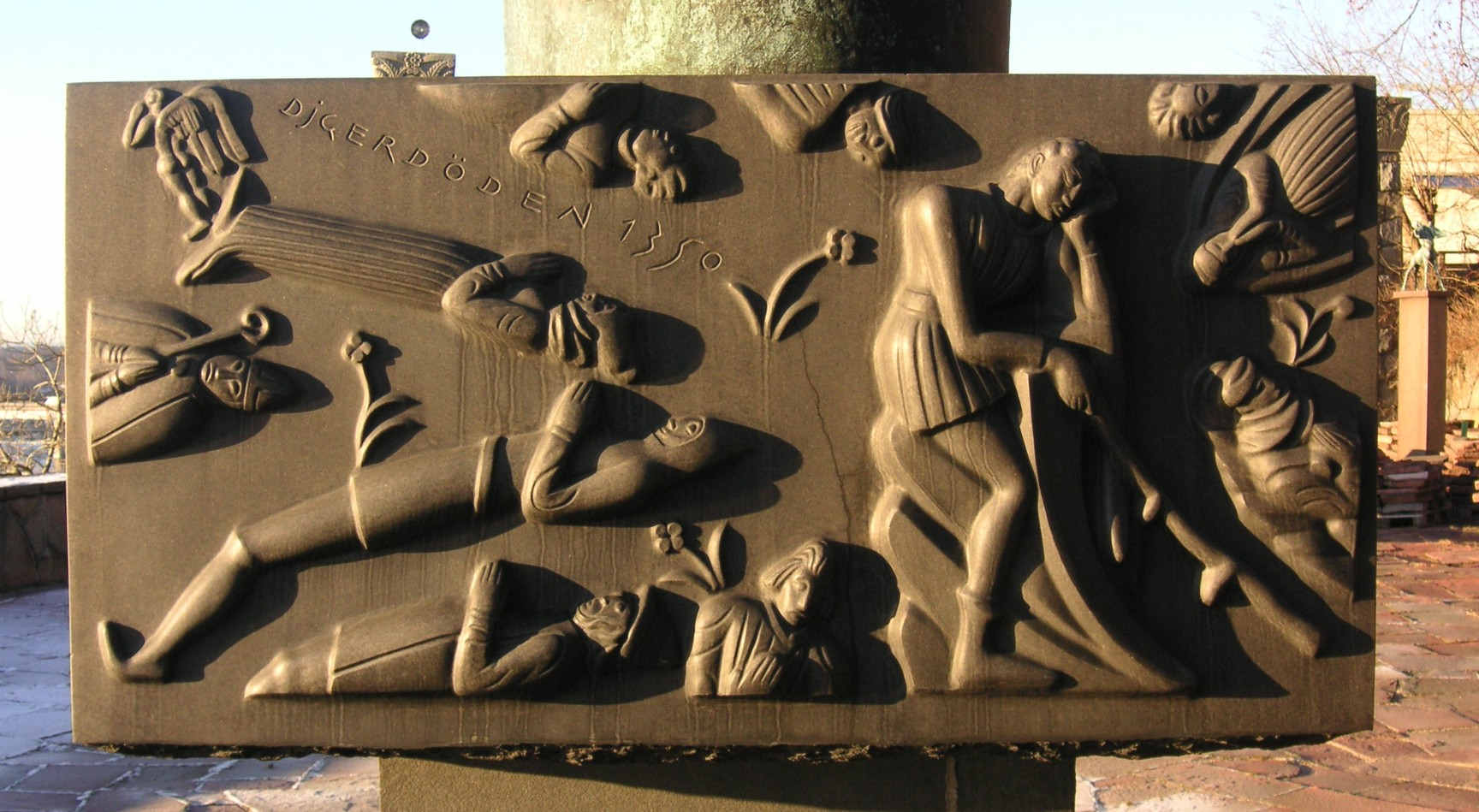
Relief på bassängen, Millesgården.
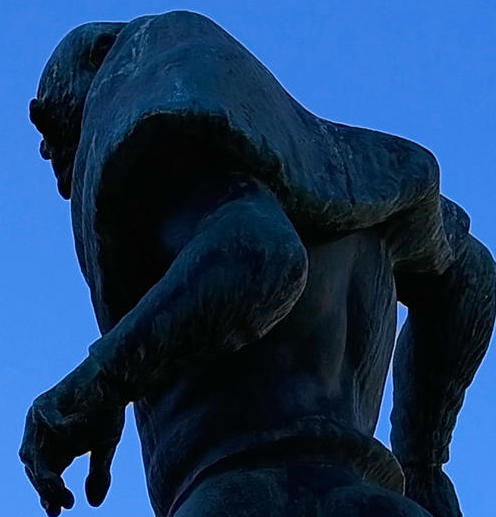
Detaljbild på Folke Filbyter.
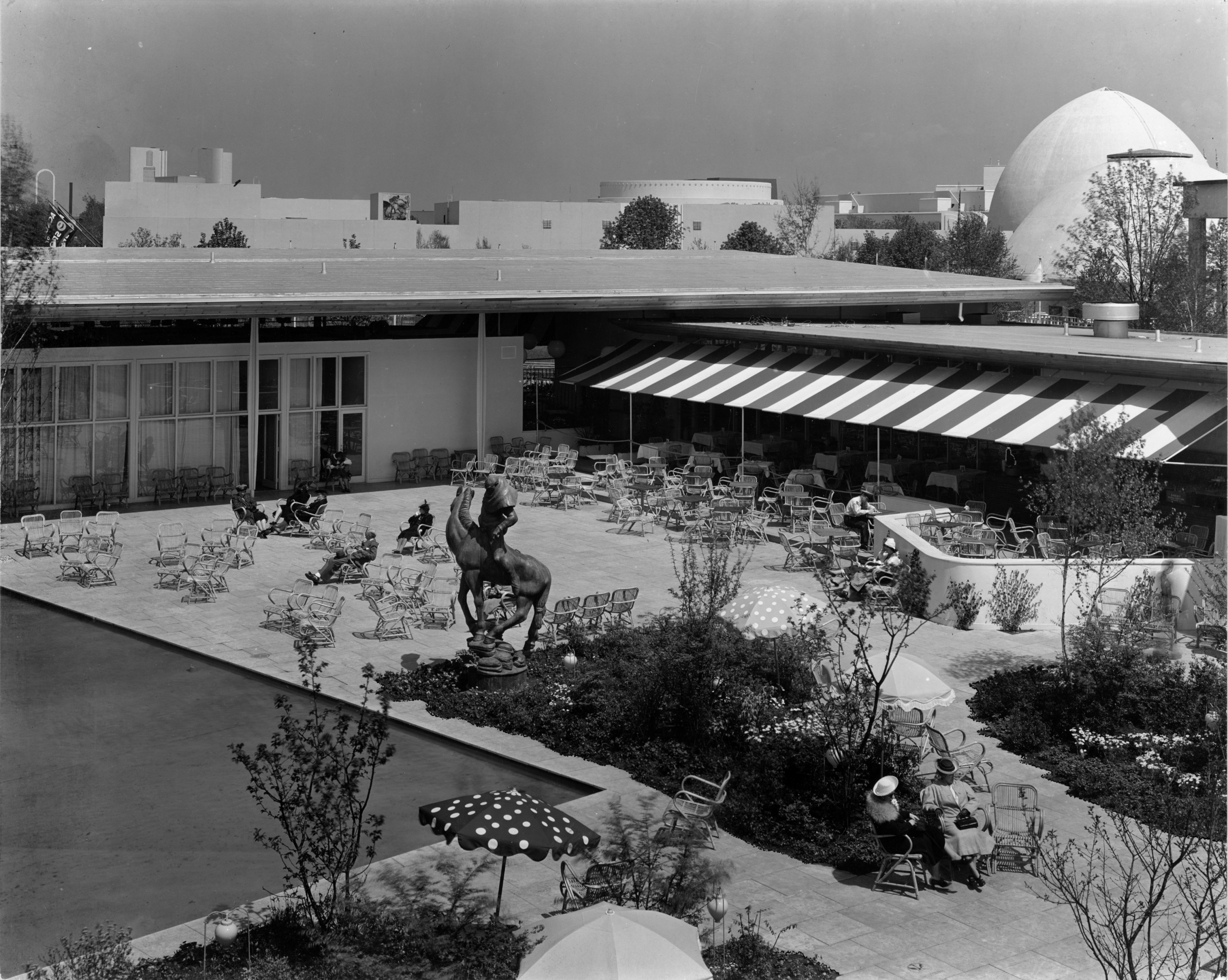
Folkungabrunnen, Sweden Square, världsutställningen i New York, 1939.